# 绳鬃花属
绳鬃花属（学名：Quipuanthus）为野牡丹科的一个属。

## 下属物种
本属包括以下物种：
- Quipuanthus epipetricus Michelang. & C. Ulloa[2]